# Jordan ved sommer-OL 2020
Jordan deltog under Sommer-OL 2020 i Tokyo som blev afviklet i perioden 23. juli til 8. august 2021.

## Medaljer
| 2020 Tokyo | Guld | Sølv | Bronze | Total |
| Jordan     | 0    | 1    | 1      | 2     |

### Medaljevinderne
| Jordan under sommer-OL 2020 i Tokyo | Jordan under sommer-OL 2020 i Tokyo | Jordan under sommer-OL 2020 i Tokyo | Jordan under sommer-OL 2020 i Tokyo | Jordan under sommer-OL 2020 i Tokyo |
| Medalje                             | Navn                                | Sport                               | Event                               | Dato                                |
| ----------------------------------- | ----------------------------------- | ----------------------------------- | ----------------------------------- | ----------------------------------- |
| Sølv                                | Saleh El-Sharabaty                  | Taekwondo                           | 80 kg                               | 26. juli                            |
| Bronze                              | Abdelrahman Al-Masatfa              | Karate                              | 67 kg                               | 5. august                           |